# 孔繼涑
孔繼涑（1726年9月29日—1791年1月27日），字信夫，一字体实，號谷園，別號葭谷居士，山東曲阜人。孔傳鐸第五子，孔繼汾之弟，孔子六十九代孫。

## 生平
孔繼涑生於雍正四年（1726年）九月初四日。由於姪孫孔昭煥襲衍聖公時還年幼，孔繼涑以及他的兄長孔繼汾便代理孔府事務。乾隆二十一年（1756年）正月，孔昭煥因奏請將孔府廟戶改為民籍，而被認為有干預地方事務之嫌，乾隆帝因此命吏部嚴加論處。之後，孔昭煥獲加恩仍得以保留公爵之位，而孔繼汾、孔繼涑由於被認為是干預事務者，被革去貢生身分作為處罰。
由於孔繼涑獲罪受罰，因此他也被孔氏家族開除宗籍。關於其被逐出家族有民間傳說，包括「紫微星變暗」、「念咒語發旁支」之說：當時觀天象，代表皇帝的紫微星變暗而旁邊有一顆星格外明亮；這被詮釋成其對應在山東的孔繼涑可以取而代之。查抄孔繼涑府邸十二府後，發現十二府呈八卦樣式，有正房九間屋脊相連，而如此建造違制；因此立即將屋脊拆毀。同時，孔林神道、孔廟大成殿都發現有檜柏樹，它們正枝不長而旁枝茂盛，孔繼涑被指使用咒術，詛咒孔氏家族不由長子繼承而由旁枝繼承爵位。因為被定下如此罪名，孔繼涑被革職除籍。被革職出宗後，孔繼涑潛心研究書法，在其居住的“玉虹樓”上苦練12年。他蒐集歷代名家之作，雕成《玉虹樓碑帖》586塊，裝裱成101冊又稱為《百一帖》；另著有《國朝名人法帖》。:190-191乾隆三十三年（1768年）中戊子科舉人，候補內閣中書。孔繼涑於乾隆五十五年十二月二十三日（1791年1月27日）過世，享壽六十五歲；由於無子女，他的同母兄孔繼汾的第七子孔廣廉被過繼給他為嗣。他不被允許葬在孔林，而被葬在曲阜城西十多公里的大柳莊（位於今山東省曲阜市時莊街道）；甚至有傳說他的棺材被捆上三道鎖鍊並栓在石柱上。:189
孔繼涑雖然生前被逐出家族，但是他的書法著作流傳後世，還成為孔府贈送他人的禮物。比如在1927年5月，衍聖公孔令貽夫人陶氏曾買《百一帖》30多套，又曾將其作為女兒嫁妝。直到清朝滅亡，孔繼涑因為上述獲罪之故，他的家族十二府不能使用細樂，而只能敲鼓來辦紅白喜事；這項限制過了八代，直到民國初年，才由衍聖公孔令貽取消。:191孔繼涑墓群於2013年列入第四批山東省文物保護單位。